# Нікітін Анатолій Анатолійович
Анатолій Анатолійович Нікітін (1979 р.н., м. Одеса, Україна) — кандидат юридичних наук, доцент, проректор Одеського державного університету внутрішніх справ.

## Життєпис
Народився у 1979 році у м. Одеса, Україна. 

### Здобуття вищої освіти
У 2001 році закінчив Одеський державний політехнічний університет за спеціальністю «Автомобілі  та автомобільне господарство».
У 2009 році закінчив Одеський державний аграрний університет за спеціальністю «Облік та аудит».
У 2015 році закінчив Національну академію внутрішніх справ за спеціальністю «Правознавство». 

### Служба в органах внутрішніх справ
Службу в органах внутрішніх справ розпочав у листопаді 2006 року на посаді оперуповноваженого сектору державної служби боротьби з економічною злочинністю Київського районного відділу Одеського міського управління ГУМВС України в Одеській області.
З квітня 2010 до вересня 2015 проходив службу у лінійному відділі на станції Одеса-Головна УМВС України на Одеській залізниці на посадах начальника сектору державної служби боротьби з економічною злочинністю, першого заступника начальника лінійного відділу – начальника кримінальної міліції, виконуючого обов’язки начальника лінійного відділу.
Протягом вересня – листопада 2015 року перебував на посаді старшого оперуповноваженого відділу протидії хабарництву та організованим формам злочинності у сфері економіки управління протидії злочинності у сфері економіки ГУМВС України в Одеській області.
У листопаді 2015 почав працювати в Одеському державному університеті внутрішніх справ на посаді начальника відділу матеріального забезпечення.
З квітня 2017 до червня 2020 – проректор, перший проректор Одеського державного університету внутрішніх справ.
З лютого 2020 до лютого 2022 – заступник, перший заступник директора Департаменту персоналу МВС України.
У травні 2022 призначений проректором Одеського державного університету  внутрішніх справ.

## Наукова діяльність
Захистив дисертацію на здобуття наукового ступеня кандидата юридичних наук в Національній академії внутрішніх справ за спеціальністю 12.00.08 – кримінальне право та кримінологія; кримінально-виконавче право за темою: «Кримінальна відповідальність за порушення порядку в’їзду на тимчасово окуповану територію України та виїзду з неї».

## Нагороди та відзнаки
-  Почесна грамота Кабінету Міністрів України (2017 рік);
Відомчі заохочувальні відзнаки МВС України:
- Нагрудний знак «За відзнаку в службі» ІІ ступеня у 2010 році;
- Нагрудний знак «Знак пошани» у 2010 році;
- Нагрудний знак «За відзнаку в службі» І ступеня у 2011 році;
- Почесна грамота МВС України у 2013 році;
- Медаль «10 років сумлінної служби» у 2014 році;
- Почесна грамота МВС України у 2014 році;
- Нагрудний знак «За відзнаку в службі» у 2017 році;
- Занесення на дошку пошани МВС України із врученням нагрудного знака «Кращий працівник МВС України» у 2018 році;
- «Вогнепальна зброя» у 2019 році.